# Сент-Франсуа (округ, Міссурі)
Шаблон:StateAbbr_ 37°46′55″ пн. ш. 90°25′20″ зх. д. / 37.781944444444° пн. ш. 90.422222222222° зх. д.
Округ  Сент-Франсуа (англ. St. Francois County) — округ (графство) у штаті Міссурі, США. Ідентифікатор округу 29187.

## Історія
Округ утворений 1821 року.

## Демографія
За даними перепису 
2000 року 
загальне населення округу становило 55641 осіб, зокрема міського населення було 32915, а сільського — 22726.
Серед мешканців округу чоловіків було 28276, а жінок — 27365. В окрузі було 20793 домогосподарства, 14669 родин, які мешкали в 24449 будинках.
Середній розмір родини становив 2,94.
Віковий розподіл населення поданий у таблиці:
| Стать    | До 15 років | 15-21 | 22-29 | 30-39 | 40-49 | 50-65 | 65-85 | Понад 85 |
| -------- | ----------- | ----- | ----- | ----- | ----- | ----- | ----- | -------- |
| Чоловіки | 5607        | 3025  | 3083  | 4526  | 4391  | 4228  | 3143  | 273      |
| Жінки    | 5271        | 2555  | 2569  | 3761  | 3842  | 4465  | 4187  | 715      |

## Суміжні округи
- Джефферсон — північ
- Сент-Дженев'єв — схід
- Перрі — південний схід
- Медісон — південь
- Айрон — південний захід
- Вашингтон — захід

## Виноски
1. ↑  U.S. Decennial Census. United States Census Bureau. Процитовано 20 листопада 2014.
2. ↑  Historical Census Browser. University of Virginia Library. Архів оригіналу за 11 серпня 2012. Процитовано 20 листопада 2014.
3. ↑  Population of Counties by Decennial Census: 1900 to 1990. United States Census Bureau. Процитовано 20 листопада 2014.
4. ↑  Census 2000 PHC-T-4. Ranking Tables for Counties: 1990 and 2000 (PDF). United States Census Bureau. Процитовано 20 листопада 2014.
5. ↑  State & County QuickFacts. United States Census Bureau. Архів оригіналу за 11 серпня 2011. Процитовано 14 вересня 2013. [Архівовано 2011-08-11 у Wayback Machine.](англ.) Наведено за англійською вікіпедією.
6. ↑  American FactFinder. Бюро перепису населення США. Архів оригіналу за 26 лютого 2012. Процитовано 31 січня 2008. [Архівовано 2008-05-21 у Wayback Machine.]

| США | Це незавершена стаття з географії США. Ви можете допомогти проєкту, виправивши або дописавши її. |